# 神奈川県立循環器呼吸器病センター
神奈川県立循環器呼吸器病センター（かながわけんりつじゅんかんきこきゅうきびょうセンター）は、神奈川県横浜市金沢区にある医療機関である。地域医療支援病院の承認を受ける。
間質性肺炎の治療実績は日本1位であり、気道出血や気管支拡張症等の治療実績も日本国内でトップクラスとされる国内有数の呼吸器病専門病院である。

## 沿革
- 1954年（昭和29年） - 結核治療のための県立療養所として開院。
- 1976年（昭和51年） - 県立長浜病院と改称。同時に一般診療を開始。
- 1988年（昭和63年） - 神奈川県立循環器呼吸器病センターと改称。
- 2010年（平成22年） - 県立6病院が併せて独立行政法人化する。

## 診療科
- 呼吸器内科
- 循環器内科
- 呼吸器外科
- 心臓血管外科
- 放射線科
- 麻酔科

専門外来
- アスベスト専門外来
- 間質性肺炎外来
- 禁煙外来
- 肺がん専門外来
- ペースメーカー外来
- 糖尿病
- メタボリックシンドローム外来
- IVR外来
- 息切れ外来

診療協力部門
- 看護局
- 検査科
- 薬剤科
- 治験管理室
- 栄養管理科
- 地域連携室
- 医療安全推進室
- ボランティア

## 医療機関の指定等
- 臨床研修指定病院（協力型）
- 地域医療支援病院
- DPC対象病院
- 病院機能評価認定

## 交通アクセス
- 京急本線能見台駅下車、徒歩約10分。無料送迎バスあり。（診療日のみ運行し、土日祝日は運休。）
- 横浜市営バスで能見台駅入口下車、徒歩約4分。
- 京浜急行バスで長浜下車、徒歩約7分。